# Biennale de Cetinje
La biennale de Cetinje est une manifestation culturelle monténégrine consacrée à l'art contemporain. Sa première édition s'est déroulée à Cetinje en 1991, sous l'impulsion du prince héritier Nikola Petrović-Njegoš.